# Metropolitan Towers
Les Metropolitan Tower sont deux gratte-ciel résidentiels jumeaux de 210 mètres construits en 2009 à Suzhou en Chine.